# 長田奈麻

長田 奈麻（おさだ なお、1967年12月15日 - 2024年3月14日）は、日本の舞台女優。ナイロン100℃、劇団かもめんたる所属。東京都出身。O型。所属事務所はダックスープ。身長156cm、体重48kg、B91.5cm、W61cm、H88cm（公称）。

## 経歴・人物
- 田園調布雙葉高等学校卒業後、演劇活動を開始する。1992年、劇団健康に客演として2回出演（13回・14回公演）。
- ナイロン100℃（以下、「ナイロン」）には「インタラクティブテクノ活劇 予定外」「ネクスト・ミステリー」「ウチハソバヤジャナイ〜Version 100℃〜」に参加。その後、1996年の「下北ビートニクス」より正式参加となる。その際、「どうしてもナイロンで一緒にやっていきたい」と主宰のケラリーノ・サンドロヴィッチ（以下、「KERA」）に直訴して入団した。
- 特技は、英会話、日舞、ダンス、振付。特にダンスは、オペラやバレエなどに接する機会が多かったことによる。ナイロンの公演でダンスが組み込まれている時は、彼女が振付をしている時が多い。
- ナイロンだけでなく、大人計画など他劇団の振付も担当。
- 2001年にはプロデューサーとして「Cherry Bombers Project」を発足。作家や演出家に、手塚とおるや宮藤官九郎、河原雅彦、KERAをキャスティングするなど、小劇場に顔が広い。現在までに2回の公演を行う。
- アクがない芝居を得意とし、主にKERA作品のスピードを決める役割を果たしている。ナイロンの作品では、いわゆるバイプレーヤー的な役割を演じることが多い。
- 外部出演はシリーウォークプロデュースやKERA・MAP、Cherry Bombers以外にも大小問わず出ており、2003年のペンギンプルペイルパイルズ「ワンマン・ショー」に出演。外部出演においては、ナイロンの時とは違う性質の役を演じることが多い。
- 客演していた劇団かもめんたるにも2018年10月の第6回公演よりメンバーとして加入した。
- 2024年3月19日、病気療養中の2024年3月14日に死去していたことが所属するナイロン100℃の公式サイトで発表された[2][3]。56歳没。

## 出演

### 舞台

#### 劇団健康
- 「テクノカツゲキ ウチハソバヤジャナイ」
- 「スマナイ〜PARTY MIX〜」

#### ナイロン100℃
- 「インタラクティブテクノ活劇 予定外」看護婦役
- 「ウチハソバヤジャナイ〜Version 100℃〜」子供の編集者役
- 「下北ビートニクス」
- 「インスタント・ポルノグラフィ」横井奈麻役
- 「ライフ・アフター・パンク・ロック〜1980 SUMMER〜」夏木役
- 「Φ」ローソンの店員役
- 「ロンドン→パリ→東京」万城目スミレ役
- 「テクノ・ベイビー」しずかちゃんの母親役
- 「すべての犬は天国へ行く」マリネ役
- 「東京のSF」万城目百合子、編集長秘書役
- 「ドント・トラスト・オーバー30」レコード屋店員役・レオナ役
- 「ハルディン・ホテル」ミツワ役
- 「男性の好きなスポーツ」オブチ役
- 「ナイス・エイジ」廻春江役
- 「犬は鎖につなぐべからず」紅子役・母役
- 「わが闇」志田潤役
- 「シャープさんフラットさん」不二山キリ役（ブラックチーム）
- 「神様とその他の変種」女4（隣家の主婦）役
- 「2番目、或いは3番目」作・演出: ケラリーノ・サンドロヴィッチ
- 「百年の秘密」メアリー役
- 「デカメロン21〜あるいは、男性の好きなスポーツ外伝〜」女優の携帯電話をトイレで拾うコンビニの店員役、等

#### ナイロンと関係が深い公演
- シリーウォークプロデュース「お茶と同情」（1993年）
- KERA・MAP #001「暗い冒険」（2001年）
- シリーウォークプロデュース「フリドニア〜フリドニア日記#1〜」（2004年）

#### 劇団かもめんたる
- ゴーヤの門（2016年）
- ピンクスカイ（2017年）
- 尾も白くなる冬（2018年）
- 根の張る方へ（2018年）
- GOOD PETS FOR THE GOD（2019年）
- 宇宙人はクラゲが嫌い（2019年）
- 君とならどんな夕暮れも怖くない（2020年）
- HOT（2020年）

#### その他
- 「王子と乞食」（マーク・トウェインミュージカル）
- 「ハムレット」（青山演劇フェスティバル）
- 「トムボーイ」（VIVO）
- 「宝島」
- 「幕末太陽伝」（セゾン劇場公演）
- 「ゴーツは夜更けにやってくる」（ラフカット'95）
- 「タイタニック」（シャララ）
- 「Doctor Shopping」（黒川麻衣プロデュースユニット）
- 「The Cherry Bombers」（Cherry Bombers project 本人プロデュース）
- 「当時はポピュラー3　浜口麻衣子さん（18才、学生）」（故林広志プロデュース）
- 「1989」（ヴィレッヂプロデュース）
- 「ワンマン・ショー」（ペンギンプルペイルパイルズ）
- 「アンラッキー・デイズ〜ナツメの妄想〜」（猫☆魂）
- 「246番地の雰囲気」（ペンギンプルペイルパイルズ）
- 「理由なき反抗」
- 岩松了3本連続公演「センター街」（M&Oplaysプロデュース）
- 「The Cherry Bombers Strikes Back」（Cherry Bombers project 02）
- 「Damage」（東京タンバリン）
- 「終らない僕たちの夜〜The spring time of life〜」日替わりゲスト（Pures）
- 「霧薔薇」（S→←Nプロデュース）
- 「TRASHMASTERSOUL」（トラッシュマスターズ）
- 「バター」（はえぎわ）
- 「アンラッキー・デイズ」（ネルケプランニング）
- 「燻し銀河」（作・演出：松村武）
- 「エブリ リトル シング」（原作：大村あつし　演出：岡村俊一）
- 「トライアル」（作・演出：大熊啓誉）
- FIELDS presents 連作短編シアター「エブリ リトル シング '09」
- 「東京月光魔曲」（作・演出：ケラリーノ・サンドロヴィッチ）
- 「国民傘」（作・演出：岩松了）
- 「歌妖曲〜中川大志之丞変化〜」（作・演出：倉持裕） - 番組プロデューサー 役[4][5]

### 映画
- オペレッタ狸御殿
- クワイエットルームにようこそ
- 白夜行

### テレビ
- できた できた できた（NHK教育テレビ）
- 池袋ウエストゲートパーク（2000年、TBS） - リポーター 役
- たのしい幼稚園（2001年、TBS）
- 銀座まんまんなか!（2003年、TBS）
- こちら本池上署3（2004年、TBS）
- 劇団演技者。 アンラッキー・デイズ〜ナツメの妄想〜（フジテレビ）- アネゴ 役
- 虹のかなた（2004年、毎日放送）
- 連続テレビ小説（NHK）
  - ファイト（2005年）
  - 梅ちゃん先生（2012年） - 看護婦 役
- セサミストリート（テレビ東京）
- あいのうた（2005年、日本テレビ）
- TV Comedy Club King
- 華和家の四姉妹（2011年、TBS）
- ゴーイング マイ ホーム（2012年、関西テレビ）- 井戸田 役
- AKBホラーナイト アドレナリンの夜 ＃15『穴』（2015年11月26日、テレビ朝日） - 遥香の母親 役
- 相棒（2018年2月7日、テレビ朝日） ‐ 矢部継子
- Life 線上の僕ら（2020年6月19日 - 7月10日配信、Rakuten TV・ビデオマーケット）- 伊東貴子 役
- 前科者 -新米保護司・阿川佳代-（2021年、WOWOW） - 女性刑事・松坂 役
- 家電侍（2022年、BS松竹東急） - 産婆 役

### ラジオ
- 「サントリー・サタデー・ウェイティング・バー」（TOKYO FM）

### CF
- ニッスイ
- 大関
- アサヒ
- メットライフ生命保険
- アイシア
- 小学館（ナレーション）
- エステWAM
- TEPCOひかり
- 「帰ってきた時効警察」

### ラジオCM
- セブン-イレブン
- ブリヂストン
- カルフール
- リンレイ
- 味の素
- 日清製粉グループ
- 出光カード

ほか多数

### ウェブサイト
- 「幸楽苑」

## 振付担当
- 「劇団演技者。あの娘ぼくがロングコント決めたらどんな顔するだろう」（フジテレビ）
- 「セサミストリート みんなでエルモダンス」（テレビ東京）
- きよしとこの夜（NHK）
- インスタントジョンソン（DVD）